# Rabairac
Rabairac (en occità Rabairac, en francès Ribérac) és un municipi francès, situada al departament de la Dordonya i la regió de la Nova Aquitània. Està situat sobre la Drona.

## Demografia
| 1962                                       | 1968  | 1975  | 1982  | 1990  | 1999  | 2007  |
| ------------------------------------------ | ----- | ----- | ----- | ----- | ----- | ----- |
| 3.725                                      | 3.787 | 3.984 | 3.832 | 4.118 | 3.997 | 4.123 |
| Des de 1962: població sense dobles comptes |       |       |       |       |       |       |

## Administració
| Període   | Identitat      | Partit |
| --------- | -------------- | ------ |
| 1971-2001 | Bernard Cazeau | PS     |
| 2001-     | Rémy Terrienne | PS     |

## Blasó
Or a tres faixes de sinople, a la cadena de diners encarregada d'una estrella de blau, enquadernant sobre el tot.

## Història
El 1793, el municipi de Fàia es fusiona amb Rabairac. El 1851, una part del municipi de Rabairac ha estat desmembrada per crear la nova comuna de Sent Martin de Rabairac.
Rabairac és una antiga sotsprefectura, suprimida per décret-loi del 10 de setembre de 1926.

## Agermanaments
- Rietberg

## Personatges il·lustres
- Arnaut Daniel, trobador occità. Una escola de primària porta el seu nom.